# Erzsébet Balázs
Erzsébet Balázs-Baranyai (Budapest, 15 ottobre 1920 – Budapest, 24 novembre 2014) è stata una ginnasta ungherese.

## Palmarès

### Olimpiadi
- 1 medaglia:
  - 1 argento (Londra 1948 nel concorso a squadre)